# Большесолдатский сельсовет
Большесолдатский сельсовет — сельское поселение в Большесолдатском районе Курской области Российской Федерации.
Административный центр — село Большое Солдатское.

## История
Статус и границы сельского поселения установлены Законом Курской области от 21 октября 2004 года № 48-ЗКО «О муниципальных образованиях Курской области».

## Население
| 2002  | 2010  | 2012  | 2013  | 2014  | 2015  | 2016  |
| ----- | ----- | ----- | ----- | ----- | ----- | ----- |
| 3106  | ↗4237 | ↘4118 | ↘4022 | ↘3911 | ↘3819 | ↘3770 |
| 2017  | 2018  | 2019  | 2020  | 2021  |       |       |
| ↗3796 | ↘3708 | ↘3637 | ↘3605 | ↗3989 |       |       |

## Состав сельского поселения
| №  | Населённый пункт   | Тип населённого пункта       | Население |
| -- | ------------------ | ---------------------------- | --------- |
| 1  | Бердин             | хутор                        | ↗140      |
| 2  | Большое Солдатское | село, административный центр | ↘2681     |
| 3  | Бочанка            | деревня                      | ↘124      |
| 4  | Красный Клин       | деревня                      | ↘63       |
| 5  | Кукуй              | посёлок                      | ↘64       |
| 6  | Махов Колодезь     | село                         | ↘194      |
| 7  | Нечаев             | посёлок                      | ↘6        |
| 8  | Нижняя Паровая     | деревня                      | ↘12       |
| 9  | Новосотницкий      | посёлок                      | ↘254      |
| 10 | Первомайская       | деревня                      | ↘120      |
| 11 | Растворово         | деревня                      | ↘72       |
| 12 | Ржава              | деревня                      | ↘132      |
| 13 | Розгребли          | село                         | ↘263      |
| 14 | Щербачевка         | деревня                      | ↘103      |
| 15 | Ямская Степь       | посёлок                      | ↘9        |